# Исихара, Фудзио
Фудзё Исихара (яп. 石原藤夫, род. 1 апреля 1933 года, Токио, Япония) — японский писатель

-фантаст. Окончил Университет Васэда со степенью в области электроники. Бывший профессор электроники в университете Тамагава.
Дебютировал в научной фантастике в 1965 году. В 1970-х и 1980-х годах был активным сторонником жёсткой научной фантастики. В первой половине 1980-х годов ввёл термин «Световое вселенское столетие» (яп. 光世紀世界 Ко:сэ:ки сэкаи), которое имеет определение как сфера с диаметром в 100 световых лет (радиус в пределах 50 световых лет вокруг Солнца). Он также редактировал «Каталог светового века» (яп. 光世紀星表 Ко:сэ:ки сэ:хё), куда вошли 738 звезды, которые были известны в то время в пределах светового века, включая Солнце. Кроме того, Фудзё Исихара известен созданием библиографии японской научной фантастики.
Получил премию Сэйун за лучшую научно-популярную книгу в 1985 году за «Световое вселенское столетие» (яп. 光世紀世界 Ко:сэ:ки сэкаи), и специальный приз премии Гран-при японской научной фантастики в 1991 за «Библиографический руководитель научной-фантастики» (яп. ＳＦ図書解説総目録) и «Индекс научно-фантастического журнала» (яп. 「ＳＦマガジン」インデックス).

## Работы

### Фантастика
- серия «Планет»
  - «Haiuei wakusei» (ハイウェイ惑星 «Планета дорог») (1967)
  - «Sutorarudoburugu wakusei» (ストラルドブルグ惑星 «Планета Стральдбург») (1975)
  - «Burakkuhōru wakusei» (ブラックホール惑星 «Планета в чёрной дыре») (1979)
  - «Taimumashin wakusei» (タイムマシン惑星 «Планета машины времени») (1981)
  - «Antena wakusei» (アンテナ惑星 «Планета-антенна») (1982)
- «Gazō bunmei» (画像文明 «Живописная цивилизация») (1968)
- «Ikiteiru umi» (生きている海 «Живое море») (1970)
- "Konpyūtā ga shinda hi (コンピュタが死んだ日 «День смерти компьютеров») (1972)
- «Randau no genshisei—Kōseiki patorōru» (ランダウの幻視星—光世紀パトロール・シリーズ) (1981)
- «Uchūsen Oromorufugō no bōken» (宇宙船オロモルフ号の冒険 «Путешествие на голоморфному космическом корабле») (1982)

### Научно-популярная литература
- «Kōseiki no Sekai» (光世紀の世界 «Light Century World») (1984; исправленное 1985)
- «Ginga ryokō to tokushu soutaisei riron» (銀河旅行と特殊相対性理論 «Галактические путешествия и специальная теория относительности») (1984)
- «Ginga ryokō to ippan soutaisei riron» (銀河旅行と一般相対性理論 «Галактические путешествия и общая теория относительности») (1986)
- «Kidō erebētā» (軌道エレベータ «Орбитальный лифт») (в соавторстве с Рюити Канэко) (Сёкабо, 1997; редактировал Хаякава Сёбо 2009)

### Библиографические работы
Каталог для SF Magazine
- «S-F magajin indekkusu 1-100» («S-Fマガジン»インデックス (1-100)) (1967; дополнен 1968; пересмотрен 1980)
- «S-F magajin indekkusu 101—170» («S-Fマガジン»インデックス (101—170)) (1973)
- «S-F magajin indekkusu 101—200» («S-Fマガジン»インデックス (101—200)) (1981)
- «S-F magajin indekkusu 201—300 fikushon hen» («S-Fマガジン»インデックス 201—300 フィクション篇) (1985)

SF Grand Annotated Catalogue
- «S-F tosho kaisetsu sōmokuroku shōwa 20nen 9gatsu — shōwa 43nen 8gatsu» (S-F図書解説総目録 昭和20年9月ー昭和43年8月 «SF Grand Annotated Catalogue September 1945 — Август 1968») (1969; пересмотрен 1970)
- «Zoku S-F tosho kaisetsu sōmokuroku shōwa 43nen 9gatsu — shōwa 46nen 3gatsu» (S-F図書解説総目録 昭和43年9月-46年3月) (1971)
- «S-F tosho kaisetsu sōmokuroku (1946—1970) zōho kaiteiban jō» (S-F図書解説総目録(1946—1970)増補改定版 上) (1982)
- «S-F tosho kaisetsu sōmokuroku (1971—1980) jō» (S-F図書解説総目録 1971—1980 上) (1989)
- «S-F tosho kaisetsu sōmokuroku (1971—1980) ge» (S-F図書解説総目録 1971—1980 下) (1991)
- «S-F tosho kaisetsu sōmokuroku (1946—1970) zōho kaiteiban ge» (S-F図書解説総目録(1946—1970)増補改定版 下) (1996)